# San Ysidro (Nowy Meksyk)
San Ysidro – wieś w Stanach Zjednoczonych, w stanie Nowy Meksyk, w hrabstwie Sandoval.